# Münster, Valais
Münster är en ort i kommunen Goms i kantonen Valais, Schweiz. Orten var före den 1 oktober 2004 en egen kommun, men slogs då samman med kommunen Geschinen till kommunen Münster-Geschinen som i sin tur blev en del av kommunen Goms den 1 januari 2017.